# Giải Goya cho phim hay nhất
Giải Goya cho phim hay nhất (tiếng Tây Ban Nha: Premio Goya a la mejor película) là một trong các giải Goya dành cho phim được bầu chọn là hay nhất trong năm. Giải này được lập từ năm 1986.

## Các phim đoạt giải & được đề cử

### Thập niên 1980
| Năm  | Tên phim tiếng Anh                                                          | Tên gốc                                  | Đạo diễn                 |
| ---- | --------------------------------------------------------------------------- | ---------------------------------------- | ------------------------ |
| 1986 | Voyage to Nowhere                                                           | El viaje a ninguna parte                 | Fernando Fernán Gómez    |
| 1986 | 27 Hours                                                                    | 27 horas                                 | Montxo Armendáriz        |
| 1986 | Half of Heaven                                                              | La mitad del cielo                       | Manuel Gutiérrez Aragón  |
| 1987 | El bosque animado                                                           | El bosque animado                        | José Luis Cuerda         |
| 1987 | Divine Words                                                                | Divinas palabras                         | José Luis García Sánchez |
| 1987 | Lute: Run for Your Life                                                     | El Lute: camina o revienta               | Vicente Aranda           |
| 1988 | Women on the Verge of a Nervous Breakdown (nominated for the Academy Award) | Mujeres al borde de un ataque de nervios | Pedro Almodóvar          |
| 1988 | Rowing in the Wind                                                          | Remando al viento                        | Gonzalo Suárez           |
| 1988 | The Tunnel                                                                  | El túnel                                 | Antonio Drove            |
| 1988 | Wait for Me in Heaven                                                       | Espérame en el cielo                     | Antonio Mercero          |
| 1988 | Winter Diary                                                                | Diario de invierno                       | Francisco Regueiro       |
| 1989 | Twisted Obsession                                                           | El sueño del mono loco                   | Fernando Trueba          |
| 1989 | Esquilache                                                                  | Esquilache                               | Josefina Molina          |
| 1989 | Montoyas y tarantos                                                         | Montoyas y tarantos                      | Vicente Escrivá          |
| 1989 | Moon Child                                                                  | El niño de la luna                       | Agustín Villaronga       |
| 1989 | The Sea and the Weather                                                     | El mar y el tiempo                       | Fernando Fernán Gómez    |

### Thập niên 1990
| Năm  | Tên phim tiếng Anh                                     | Tên gốc                                         | Đạo diễn                |
| ---- | ------------------------------------------------------ | ----------------------------------------------- | ----------------------- |
| 1990 | ¡Ay, Carmela!                                          | ¡Ay, Carmela!                                   | Carlos Saura            |
| 1990 | Letters from Alou                                      | Las cartas de Alou                              | Montxo Armendáriz       |
| 1990 | Tie Me Up! Tie Me Down!                                | ¡Átame!                                         | Pedro Almodóvar         |
| 1991 | Lovers                                                 | Amantes                                         | Vicente Aranda          |
| 1991 | Don Juan in Hell                                       | Don Juan en los infiernos                       | Gonzalo Suárez          |
| 1991 | The Dumbfounded King                                   | El rey pasmado                                  | Imanol Uribe            |
| 1992 | Belle Époque (won the Academy Award)                   | Belle Époque (won the Academy Award)            | Fernando Trueba         |
| 1992 | The Fencing Master                                     | El maestro de esgrima                           | Pedro Olea              |
| 1992 | A Tale of Ham and Passion                              | Jamón, jamón                                    | Bigas Luna              |
| 1993 | Everyone to Jail                                       | Todos a la cárcel                               | Luis García Berlanga    |
| 1993 | Intruder                                               | Intruso                                         | Vicente Aranda          |
| 1993 | Shadows in a Conflict                                  | Sombras en una batalla                          | Mario Camus             |
| 1994 | Running Out of Time                                    | Días contados                                   | Imanol Uribe            |
| 1994 | Cradle Song                                            | Canción de cuna                                 | José Luis Garci         |
| 1994 | Turkish Passion                                        | La pasión turca                                 | Vicente Aranda          |
| 1995 | Nobody Will Speak of Us When We're Dead                | Nadie hablará de nosotras cuando hayamos muerto | Agustín Díaz Yanes      |
| 1995 | The Day of the Beast                                   | El día de la bestia                             | Álex de la Iglesia      |
| 1995 | Mouth to Mouth                                         | Boca a boca                                     | Manuel Gómez Pereira    |
| 1996 | Thesis                                                 | Tesis                                           | Alejandro Amenábar      |
| 1996 | Bwana                                                  | Bwana                                           | Imanol Uribe            |
| 1996 | The Dog in the Manger                                  | El perro del hortelano                          | Pilar Miró              |
| 1997 | The Lucky Star                                         | La buena estrella                               | Ricardo Franco          |
| 1997 | Martín (Hache)                                         | Martín (Hache)                                  | Adolfo Aristarain       |
| 1997 | Secrets of the Heart (nominated for the Academy Award) | Secretos del corazón                            | Montxo Armendáriz       |
| 1998 | The Girl of Your Dreams                                | La niña de tus ojos                             | Fernando Trueba         |
| 1998 | Barrio                                                 | Barrio                                          | Fernando León de Aranoa |
| 1998 | The Grandfather (nominated for the Academy Award)      | El abuelo                                       | José Luis Garci         |
| 1998 | Open Your Eyes                                         | Abre los ojos                                   | Alejandro Amenábar      |
| 1999 | All About My Mother (won the Academy Award)            | Todo sobre mi madre                             | Pedro Almodóvar         |
| 1999 | Alone                                                  | Solas                                           | Benito Zambrano         |
| 1999 | Butterfly                                              | La lengua de las mariposas                      | José Luis Cuerda        |
| 1999 | By My Side Again                                       | Cuando vuelvas a mi lado                        | Gracia Querejeta        |

### Thập niên 2000
| Năm  | Tên phim tiếng Anh                         | Tên gốc                         | Đạo diễn               |
| ---- | ------------------------------------------ | ------------------------------- | ---------------------- |
| 2000 | Pellet                                     | El bola                         | Achero Mañas           |
| 2000 | Common Wealth                              | La comunidad                    | Álex de la Iglesia     |
| 2000 | Leo                                        | Leo                             | José Luis Borau        |
| 2000 | You're the One                             | Una historia de entonces        | José Luis Garci        |
| 2001 | The Others                                 | The Others                      | Alejandro Amenábar     |
| 2001 | Don't Tempt Me                             | Sin noticias de Dios            | Agustín Díaz Yanes     |
| 2001 | Mad Love                                   | Juana la Loca                   | Vicente Aranda         |
| 2001 | Sex and Lucia                              | Lucía y el sexo                 | Julio Medem            |
| 2002 | Mondays in the Sun                         | Los lunes al sol                | Fernando León          |
| 2002 | The City of No Limits                      | En la ciudad sin límites        | Antonio Hernández      |
| 2002 | The Other Side of the Bed                  | El otro lado de la cama         | Emilio Martínez Lázaro |
| 2002 | Talk to Her                                | Hable con ella                  | Pedro Almodóvar        |
| 2003 | Take My Eyes                               | Te doy mis ojos                 | Icíar Bollaín          |
| 2003 | The 4th Floor                              | Planta 4ª                       | Antonio Mercero        |
| 2003 | My Life Without Me                         | Mi vida sin mí                  | Isabel Coixet          |
| 2003 | Soldiers of Salamina                       | Soldados de Salamina            | David Trueba           |
| 2004 | The Sea Inside (won the Academy Award)     | Mar adentro                     | Alejandro Amenábar     |
| 2004 | Bad Education                              | La mala educación               | Pedro Almodóvar        |
| 2004 | Roma                                       | Roma                            | Adolfo Aristarain      |
| 2004 | Tiovivo kh. 1950                           | Tiovivo kh. 1950                | José Luis Garci        |
| 2005 | The Secret Life of Words                   | La vida secreta de las palabras | Isabel Coixet          |
| 2005 | 7 Virgins                                  | 7 vírgenes                      | Alberto Rodríguez      |
| 2005 | Obaba                                      | Obaba                           | Montxo Armendáriz      |
| 2005 | Princesses                                 | Princesas                       | Fernando León          |
| 2006 | To Return                                  | Volver                          | Pedro Almodóvar        |
| 2006 | Alatriste                                  | Alatriste                       | Agustín Díaz Yanes     |
| 2006 | Pan's Labyrinth (đề cử cho Giải Oscar)     | El laberinto del fauno          | Guillermo del Toro     |
| 2006 | Salvador                                   | Salvador                        | Manuel Huerga          |
| 2007 | Solitary Fragments                         | La soledad                      | Jaime Rosales          |
| 2007 | 13 Roses                                   | Las 13 rosas                    | Emilio Martínez Lázaro |
| 2007 | The Orphanage                              | El orfanato                     | Juan Antonio Bayona    |
| 2007 | Seven Billiard Tables                      | Siete mesas de billar francés   | Gracia Querejeta       |
| 2008 | Camino                                     | Camino                          | Javier Fesser          |
| 2008 | The Blind Sunflowers                       | Los girasoles ciegos            | José Luis Cuerda       |
| 2008 | Just Walking                               | Sólo quiero caminar             | Agustín Díaz Yanes     |
| 2008 | The Oxford Murders                         | The Oxford Murders              | Álex de la Iglesia     |
| 2009 | Cell 211                                   | Celda 211                       | Daniel Monzón          |
| 2009 | Agora                                      | Ágora                           | Alejandro Amenábar     |
| 2009 | The Dancer and the Thief                   | El baile de la victoria         | Fernando Trueba        |
| 2009 | The Secret in Their Eyes (đoạt giải Oscar) | El secreto de sus ojos          | Juan Jose Campanella   |

### Thập niên 2010
| Năm  | Tên tiếng Anh                  | Tên gốc                        | Đạo diễn           |
| ---- | ------------------------------ | ------------------------------ | ------------------ |
| 2010 | Black Bread                    | Pa negre                       | Agustí Villaronga  |
| 2010 | The Last Circus                | Balada triste de trompeta      | Álex de la Iglesia |
| 2010 | Buried                         | Buried                         | Rodrigo Cortés     |
| 2010 | Even the Rain                  | También la lluvia              | Icíar Bollaín      |
| 2011 | No habrá paz para los malvados | No habrá paz para los malvados | Enrique Urbizu     |
| 2011 | Blackthorn                     | Blackthorn                     | Mateo Gil          |
| 2011 | The Skin I Live In             | La piel que habito             | Pedro Almodóvar    |
| 2011 | La voz dormida                 | La voz dormida                 | Benito Zambrano    |